# Barry Darsow
Barry Darsow (Minneapolis (Minnesota), 6 oktober 1959) is een Amerikaans professioneel worstelaar. Darsow was actief in de World Wrestling Federation (WWF) als Smash (en als zodanig lid van Demolition) en in de World Championship Wrestling (WCW) als Krusher Kruschev en Repo Man.

## In worstelen
- Als Barry Darsow / Blacktop Bully
  - Afwerking bewegingen
    - Barely Legal

- Als Repo Man
  - Afwerking bewegingen
    - The Crowbar (Single leg Boston crab)
    - Leg grapevine

- Als Smash
  - Afwerking bewegingen
    - Demolition Decapitation (Backbreaker hold / Diving elbow drop combinatie) - met Ax or Crush

  - Kenmerkende bewegingen
    - Repeated double axe handle blows to a grounded opponent
    - Scoop slam

- Managers
  - Mr. Fuji
  - Jimmy Hart
  - Col. Robert Parker

## Prestaties
- Championship Wrestling from Florida
  - NWA United States Tag Team Championship (1 keer met Jim Neidhart)

- Great Lakes Championship Wrestling
  - GLCW Tag Team Championship (1 keer met Ax)

- Independent Association of Wrestling
  - IAW Tag Team Championship (1 keer met Paul Roma)

- Jim Crockett Promotions
  - NWA Mid-Atlantic Heavyweight Championship (1 keer)
  - NWA United States Tag Team Championship (1 keer met Ivan Koloff)
  - NWA World Tag Team Championship (2 keer met Ivan Koloff of Nikita Koloff)
  - NWA World Six-Man Tag Team Championship (2 keer met Ivan Koloff & Nikita Koloff)

- United States Xtreme Wrestling
  - USXW Tag Team Championship (1 keer met Ax)

- Mid-South Wrestling Association
  - Mid-South Television Championship (1 keer)

- World Wrestling Federation
  - WWF Tag Team Championship (3 keer met Ax)